# ماركوس شميت (متسابق على الجليد بمزلاجة)
ماركوس شميت (بالألمانية: Markus Schmidt)‏ هو متزحلق نوردي مزدوج نمساوي، ولد في 23 أكتوبر 1968 في إنسبروك في النمسا.

## وصلات خارجية
- ماركوس شميت على موقع FIL (الإنجليزية)
- ماركوس شميت على موقع اللجنة الأولمبية الدولية (الإنجليزية)
- ماركوس شميت على موقع أوليمبيديا (الإنجليزية)